# 澳大利亚坚果
澳大利亚坚果屬（又名夏威夷果（仁）、澳洲堅果、澳洲核桃、昆士蘭山龍眼、夏威夷火山豆、夏威夷豆），是山龙眼科植物的一属，共包括九个种。澳大利亚坚果广泛分布于澳洲东部（七个种）、新喀里多尼亞（New Caledonia，一个种）及印度尼西亚苏拉威西岛（一个种）。
澳大利亚坚果是2－12米高的常绿乔木，叶片3－6轮排列，椭圆或倒卵形，6－30厘米长，2－13厘米阔，边缘有锯齿。花为细长的总状花序，单个花长10－15毫米，白色至分红或紫色，有四片被片。果实为坚硬的木质小球，有一个明显的顶点，内含1－2个种子，种子可供食用。台灣於1910年代引進林業試驗場台北苗圃作為標本樹栽植，1931年又從夏威夷引入種子和實生苗500株在嘉義林業試驗支場栽種。1940年原嶺南大學引種澳洲堅果於廣州。

## 食用价值
澳大利亚坚果含油量高达70%以上，富含不饱和脂肪酸，还含有丰富的钙，磷 ，铁，维生素B1、B2和人体必需的8种氨基酸。同时由于热量过高，每日食用3~5颗即可，过量摄入可能会引起肥胖等问题。